# پابلو دو لوکاس
پابلو دو لوکاس (انگلیسی: Pablo de Lucas؛ زادهٔ ۲۰ سپتامبر ۱۹۸۶) بازیکن فوتبال اهل اسپانیا است.
از باشگاه‌هایی که در آن بازی کرده‌است می‌توان به باشگاه فوتبال اسپورتینگ خیخون، باشگاه فوتبال دپورتیوو آلاوس، باشگاه فوتبال بیتار اورشلیم، و باشگاه فوتبال پترولول پلویشت اشاره کرد.